# Vəcihə Səmədova
Vəcihə Səmədova (aserbaidschanisch Vəcihə Əli qızı Səmədova; russisch Ваджия Самедова Wadschija Samedowa; * 24. November 1924 in Baku, ASSR, Sowjetunion; † 25. Oktober 1965 ebenda) war die erste professionelle Malerin in Aserbaidschan. Die in ihrem Heimatland mehrfach geehrte Künstlerin wird heute als „Königin der aserbaidschanischen Malerei“ bezeichnet.

## Leben und Werk
Vəcihə Səmədova wurde am 24. November 1924 in İçəri Şəhər, dem historischen Stadtkern der aserbaidschanischen Hauptstadt Baku, geboren. Ihr Vater Kərbəlayi Əli stammte aus Kars, und ihre Mutter Rübabə war eine Iranerin, die aus Ghom nach Baku gekommen war. Von mehreren Kindern des Ehepaares erreichten nur Vəcihə und ihre Schwester Solmaz das Erwachsenenalter. 
Bereits in der Kindheit entwickelte das Mädchen eine Liebe zum Malen und wurde darin von den Eltern unterstützt. Von 1939 bis 1944 studierte Səmədova an der nach Əzim Əzimzadə benannten Staatlichen Kunstschule in Baku, wo ihr späterer Ehemann Lətif Feyzullayev (1918–1987) als Lehrer tätig war. Nach erfolgreichem Abschluss ging sie 1944 zur weiteren Ausbildung nach Moskau an das Moskauer Kunstinstitut Surikow, benannt nach Wassili Iwanowitsch Surikow (russisch Московский Художественный Институт имени Сурикова), wo neben anderen Pavel Korin zu ihren Lehrern gehörte. Auch Lətif Feyzullayev setzte an diesem Institut seine durch den Krieg unterbrochene künstlerische Ausbildung fort. Im selben Jahr heirateten Səmədova und Feyzullayev, und am 1. November 1945 brachte sie zu Hause in Baku ihren Sohn Nicat (1945–2015) zur Welt. Nach einem Jahr Unterbrechung nahm sie ihr Studium in Moskau wieder auf.
Nachdem ihr Ehemann das Studium 1949 abgeschlossen hatte und nach Baku zurückgekehrt war, blieb Səmədova weiterhin in Moskau, wo sie im Jahr 1951 ihre Diplomarbeit über den aserbaidschanischen Komponisten Üzeyir Hacıbəyov mit dem Titel „Узеир Гаджибеков среди азербайджанских композиторов“ („Üzeyir Hacıbəyov unter den aserbaidschanischen Komponisten“) verfasste. Auf Drängen ihres Lehrers Pavel Korin absolvierte sie dann ein dreijähriges Aufbaustudium und erhielt im Anschluss das Angebot, am Kunstinstitut zu unterrichten. Da ihr Sohn inzwischen sieben Jahre alt war, entschied sie sich jedoch zur Rückkehr zu ihrer Familie nach Baku. Dort unterrichtete sie an der Staatlichen Kunstschule und machte sich als erste professionelle Malerin in Aserbaidschan selbstständig.
Mit ihrem Ehemann unternahm sie kreative Reisen in die verschiedenen Regionen Aserbaidschans, bei denen zahlreiche Gemälde mit Darstellungen von Landschaften, Menschen und lokalen kulturellen Besonderheiten entstanden. Unter den von ihr Porträtierten finden sich viele ihrer Familienmitglieder, darunter ihre geliebte Schwester Solmaz, ihre Tochter Fatima und ihr Sohn Nicat. Als Auftragsarbeiten porträtierte sie einige prominente Persönlichkeiten wie die Baumwollproduzentin und Politikerin Şamama Həsənova, die Geologin Minirə Məmmədbəyli und die Schauspielerin Leyla Badirbeyli, eines der bekanntesten Porträtbilder Səmədovas (siehe Link zum Bild im Kasten unten). 
Die Eindrücke einer Reise nach Bulgarien verarbeitete sie in Gemälden mit Titeln wie „Alte bulgarische Frauen“, „Bazar in Sofia“ und  „Regnerischer Tag“ und weiteren, mit denen sie ihre persönliche Einzelausstellung 1962 in Baku gestaltete. Weitere Ausstellungen fanden nicht nur in Baku, sondern auch in Moskau und Sofia statt.
  

1963 malte Səmədova, schon um ihre schwere, unheilbare Krebserkrankung wissend, ihr letztes Bild mit dem Titel „Xəbər gözləyərkən“ („Warten auf Nachrichten“). Es wurde 1963 gemeinsam mit weiteren Werken Səmədovas in der Ausstellung „Bizim müasirimiz“ („Unsere Moderne“) in Baku gezeigt. Das Gemälde zeigt eine Gruppe von Menschen, die sich an einem Strand drängen und auf Neuigkeiten von Fischern warten, die zurückerwartet werden; eine Spannung ist spürbar, wie sie oft einem Unglück vorausgeht. Auf dem Gesicht einer Frau, die im Vordergrund des Bildes steht, ist diese Anspannung besonders deutlich zu sehen. Səmədovas Sohn Nicat konnte das Gemälde niemals ohne Emotionen betrachten, denn er sah in dieser Frau ein Abbild seiner Mutter und sagte: 

“Yaratdığı kompozisiyada olduğu kimi, özü də intizar içərisindəydi. Xəstəlik diaqnozunu, taleyin ona neçə il ömür bəxş edəcəyini bilmək üçün xəbər gözləyirdi.”

„Wie in der Komposition, die sie schuf, war sie in Erwartung. Sie wartete auf die Nachricht mit der Diagnose der Krankheit und darauf, zu erfahren, wie viele Jahre das Leben ihr noch geben würde.“

Vəcihə Səmədova wurde nur 40 Jahre alt. Sie starb am 25. Oktober 1965 wenige Wochen vor Vollendung ihres 41. Lebensjahres in Baku. Ihr Ehemann ließ sie ihrem Wunsch gemäß auf einem muslimischen Friedhof in Baku begraben.

## Ehrungen und Gedenken
Im Juni 1964 wurde Səmədova der Ehrentitel Verdienter Kunstarbeiter der Aserbaidschanischen SSR verliehen.
In Baku ist seit 1965 die Ausstellungshalle der Vereinigung Aserbaidschanischer Künstler nach ihr benannt.
Ihr Sohn, der Filmregisseur Nicat Feyzullayev, drehte im Auftrag des Ministeriums für Kultur und Tourismus einen Dokumentarfilm über Leben und Werk seiner Mutter. Die Premiere des Films mit dem Titel „Azərbaycan rəngkarlığının kraliçası“ („Königin der aserbaidschanischen Malerei“) fand am 29. September 2010 im International Mugham Center of Azerbaijan (Beynəlxalq Muğam Mərkəzi) in Baku statt.
Ab Mitte Juli 2018 wurde im Rahmen der Tage der aserbaidschanischen Kultur in Cannes drei Wochen lang die von der Heydar Aliyev Foundation organisierte Ausstellung „Məhəbbət tandemi“ („Tandem der Liebe“) mit 50 Gemälden von Vəcihə Səmədova und Lətif Feyzullayev gezeigt.
Im Februar 2020 zeigte der Rolls-Royce Motor Cars Showroom Baku mit Unterstützung des aserbaidschanischen Kulturministeriums eine Ausstellung mit 40 Werken des Ehepaares.

## Werke (Auswahl)
- İmtahan ərəfəsində (Am Vorabend der Prüfung)
- Lənkəranda toy (Hochzeit in Lankaran)
- Toya hazırıq (Wir sind bereit für die Hochzeit)
- Mahnı (Lied)
- Qoca bolqar qadınları (Alte bulgarische Frauen)
- Sofiyada bazar (Bazar in Sofia)
- Yağışlı gün (Regnerischer Tag)
- Göy göl (Blauer See)
- Aktrisa Leyla Bədirbəylinin portreti (Porträt der Schauspielerin Leyla Bədirbəyli)
- Geoloq Minirə Məmmədbəylinin portreti (Porträt der Geologin Minirə Məmmədbəyli)
- Bacımın portreti (Porträt meiner Schwester)
- Memar Solmaz Səmədova (Architektin Solmaz Səmədova)
- Qızımın portreti (Porträt meiner Tochter)
- Balaca Fatimə (Kleine Fatima)
- Tələbə (Schüler)
- Balaca skripkaçı (Kleiner Geiger)
- Xəbər gözləyərkən (Warten auf Nachrichten)